# الجامعة الملكية المغربية للتايكوندو
تاسست الجَامِعَةُ المَلَكِيَّةُ المَغْرِبِيَّةُ للتَّايِكْوَنْدُو سنة 1981 برئاسة الحاج محمد المديوري. تم وضع الأسس الأولى لهذه الرياضة، وترسيخ جذورها في المغرب، فظهر فيها أبطال لامعون فرضوا أنفسهم في الساحة الدولية وأصبح لها جمهور واسع يضاهي جمهور الرياضات الشعبية الأخرى، وحققت بتشجيعاته انتشارا كبيرا لها في المغرب بحيث وصل عدد ممارسيها إلى أكثر من 30 ألف ممارس يتوزعون على 365 جمعية رياضية.
وبعد أن أصبحت هذه الرياضة أولمبية رسمية طمحت الجامعة الملكية المغربية للتايكوندو برئاسة الأستاذ إدريس الهلالي منذ سنة 2000 إلى الارتقاء بها إلى المستوى الذي تنشده الجامعة الدولية.

## إنجازات التايكوندو المغربي
أصبح التايكوندو المغربي أقوى الدول على الصعيد القاري والعربي اما على الصعيد العالمي يمكن د2مجه مع الدول المتوسطة يرجع ذلك إلى المداليات التي احرزها على الصعيد العالمي بحيث بلغ مجموع المداليات مند أول مشاركة عالمية سنة 1979 إلى الآن ستة مداليات فقط فضيتان واربع نحاسيات و من أبرز جمعيات التايكواندو التابعة للجامعة هي< جمعية الأحباب للتايكوندو والرياضات المماثلة "مراجع"